# Jakobsbergs säteri, Järfälla kommun
För andra betydelser, se Jakobsberg (olika betydelser).

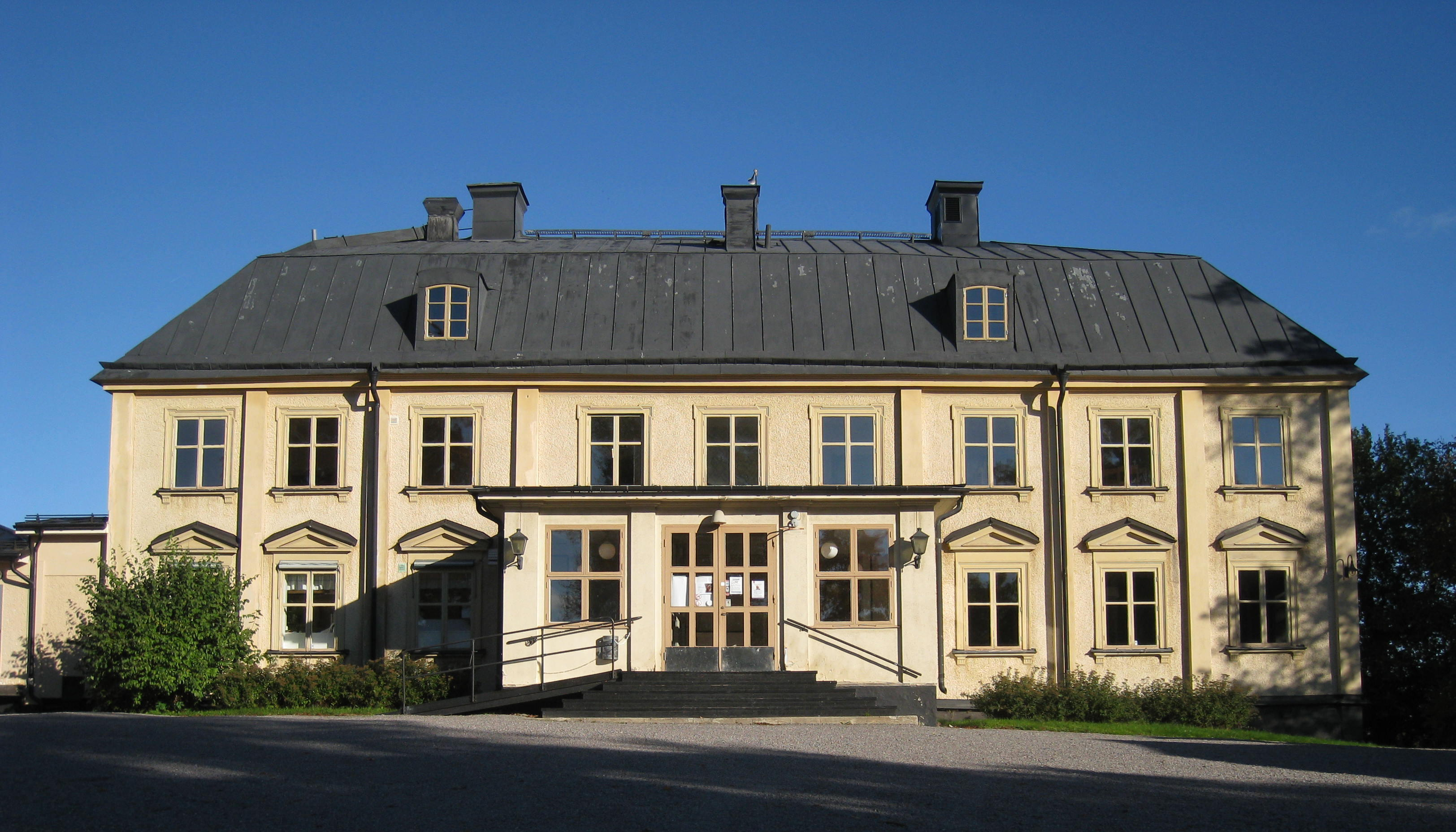
Huvudbyggnaden vid Jakobsbergs säteri från väster. Gården uppfördes omkring år 1760. Sedan 1919 är Jakobsbergs folkhögskola inhyst i byggnaden.

Jakobsbergs säteri är en gård som uppfördes vid mitten av 1600-talet på den gamla bondbyn Vibbles ägor i Järfälla socken i Uppland. Redan 1642 hade Jakob Lilliehöök ärvt gårdarna i Vibble by och efter hans död 1657 lät änkan, Brita Cruus, bygga en herrgård som gjordes till säteri och fick namn efter den döde maken.
I byggnaden för Jakobsbergs säteri är Jakobsbergs folkhögskola inhyst sedan 1919. Gårdsplatsen med huvudbyggnaden och flyglar inköptes då av fil dr Karl Petander och han startade samma år Jakobsbergs folkhögskola. De två flygelbyggnaderna byggdes på 1770-talet, enligt sagesmän vid brandsynen. Först uppfördes den södra flygeln, sedan tillkom den norra mittemot.

## Historik
Gården Jakobsberg i Järfälla socken nordväst om Stockholm är uppkallad efter majoren friherre Jakob Lilliehöök af Fårdala (1633–1657). Gårdarna i Vibble by ärvdes år 1642 av Jakob Lilliehöök. Han gifte sig den 17 mars 1657 med den då 16-åriga friherrinnan Brita Cruus af Edeby, sedan 1651 friherrinna Brita Cruus af Gudhem (1641–1716). Till bröllopet skänkte Lilliehöök då sin sätesgård Vibble i morgongåva till makan och han skrev sig då för övrigt i brevet som herre till Fårdala och Vibble. Jakob Lilliehöök avled redan samma år, ett halvår efter bröllopet, den 3 oktober 1657, endast 24 år gammal av blessyrer från träffningen med danskarna vid Knäred i sydöstra Halland under Karl X Gustavs första danska krig. Då hade säteriet börjat anläggas på Vibbles mark. Änkan gav gården, säteriet, namnet Jakobsberg för att hedra sin stupade make. Brita Cruus innehade sedan Jakobsberg under mer än ett halvt sekel.
Parets enda dotter Jakobina Catharina Lilliehöök föddes den 29 april 1658 i Nyköping, Södermanlands län, 7 månader efter det att fadern Jakob Lilliehöök hade avlidit i oktober 1657. Jakobina Catharina växte upp på Jakobsberg och modern Brita Cruus bodde kvar på Jakobsberg i drygt 50 år. Jakobina avled 1696 vid 38 års ålder i Stockholm och begravdes i Riddarholmskyrkan i Stockholm. Modern Brita Cruus avled 1716 vid 75 års ålder, hon hade då varit änka i nästan 60 år och överlevt sin dotter med 20 år. Den som fick ärva Jakobsberg blev dotterdottern Brita Sofia Horn af Marienborg, gift med landshövdingen greve Carl Gustaf Bielke, som brukade gården från 1713, men som sålde gården redan efter bara några år, 1722, till överstelöjtnanten, sedermera landshövdingen Carl Gustaf Dücker.
Brita Cruus bodde på Jakobsberg som änka i nästan 60 år tills hon avled 1716, hon lät själv bruka Jakobsberg till 1690-talets slut. Därefter arrenderas gården några år. Namnet Jakobsberg har man träffat på första gången i ett bytesbrev 1662. Först så småningom kom namnet in i jordeböckerna, det skrevs 1715 Jacobsberg eller Wijble. Det officiella namnet var Vibbla eller Jakobsberg ännu i beskrivningen år 1905 till den ekonomiska kartan 1902.

## Samhället Jakobsberg
Jakobsbergs gård har gett namn åt samhället Jakobsberg, som har byggts upp på mark som avstyckats från den gamla gården. Jakobsbergs gård är därför en viktig del av det moderna samhällets historia. Fram till in på 1900-talet var Jakobsbergs gård en av Järfällas största gårdar. Några av de andra större gårdarna i Järfälla är Ulvsättra gård, Molnsättra gård och Säby gård.

## Vibble bytomt

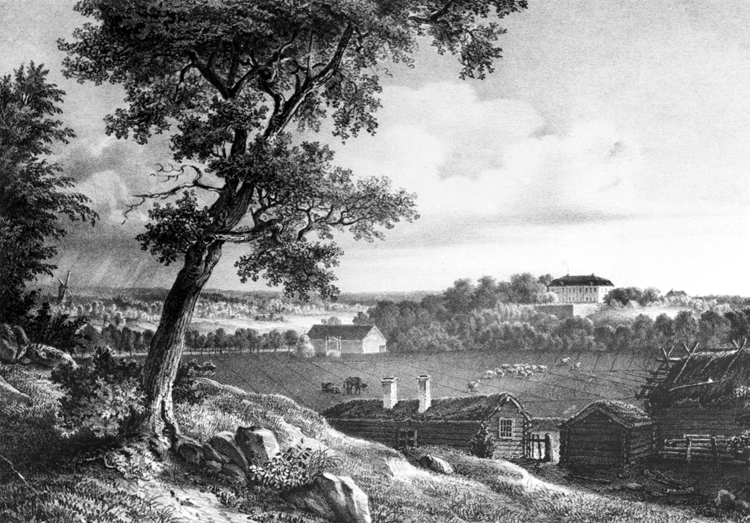
Vibble bytomt på 1830-talet med Jakobsbergs gård i fonden. Litografi av Mikael Gustaf Anckarsvärd (1792–1878). Ingår i verket "Fordna och närvarande Sverige", utgivet av Ulrik Thersner.

Byn Vibbles äldsta kända skriftliga belägg finns i ett fastebrev från 3 februari 1347, då gårdsnamnet skrevs vibelde. Bynamnet kvarstod i jordeböckerna, sammanskrivet med Jakobsberg, in på 1800-talet och i mantalslängderna in på 1900-talet. Byterritoriet omfattade nuvarande Jakobsberg med undantag av dess nordöstligaste del. Bytomtens läge är angivet på 1729 och 1775 års kartor över Jakobsberg, där de kvarvarande tre gårdarna eller torpen i byn ligger i rad efter varandra på en låg platå omedelbart väster om Kvarnbacken. Bytomten utplånades utan arkeologisk undersökning 1961 vid bygget av Kvarnskolan. Bygravfältet och en torplämning ligger dock kvar på Kvarnbacken.

## 1600-talet
År 1642 ärvdes Vibble av Jakob Lilliehöök. 1649 hade hemmanen i byn avförts till sätesfrihet och i mantalslängden 1653 skrevs Vibble som Lilliehökens sätesgårdh. Det var denna sätesgård som avsåg den gamla bebyggelsen vid själva Vibble by. Vid Vibble kvarstod bebyggelsen på den gamla byplatsen ännu en lång tid. Tre hemman brukades som torp under Jakobsberg. De tre hemmanen benämndes i mantalslängderna Vibble torp. Jakobsberg brukades och beboddes sällan av ägaren själv. Förvaltningen sköttes oftast av olika arrendatorer. 

## 1700-talet

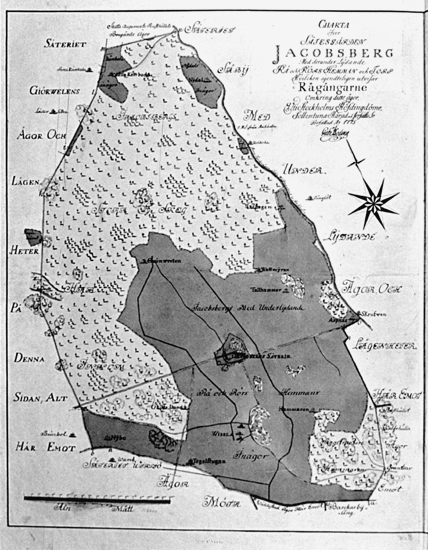
Karta över Sätesgården Jakobsberg, Järfälla, av Gabriel Boding år 1775. Byggnader i plan: Jakobsbergs säteri bestående av 11 byggnader.

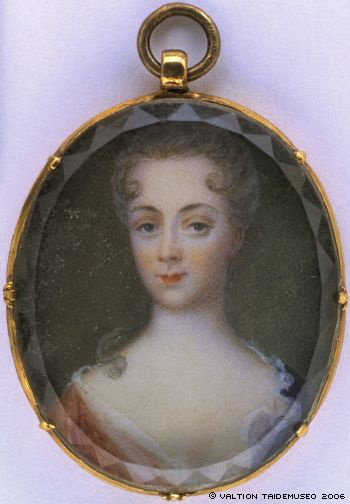
Catarina Ebba Horn af Åminne (1720-1781). Hon var gift med Ulrik Barck. "Grevinnan Horn" ägde och bebodde Jakobsbergs gård i Järfälla från 1768 tills hon avled 1781.

Gårdens huvudbyggnad byggdes om på 1700-talet och då ändrades bland annat taket. År 1722 såldes gården till ägaren av Säby gård, fältmarskalken greve Carl Gustaf Dücker (1663–1732). Sedan följde herrgården ett antal år Säby, som greve Dücker strax dessförinnan hade inköpt samma år. Carl Gustaf Dücker har Säby som sin huvudgård och brukar Jakobsberg därunder, men skriver sig greve till Jakobsberg.
Av riksrådet Carl Gustaf Dückers arvingar köpte år 1749 kammarherren och herre till Säby och Jakobsberg, Olof Adlerberg (1699–1757), Säby gård på Järvafältet. Den stora familjen Adlerberg med sex barn var bosatt på Säby gård från 1749. När de flyttade in på Säby 1749 var de fem döttrarna i åldrarna 8 år, 11 år, tvillingar 13 år, 14 år och äldste sonen var 17 år. Samma år, 1749, köpte familjen Adlerberg även Jakobsbergs gård, men fortsatte vara bosatt på Säby gård. Det blev den äldste sonen Göran Adlerberg (1732–1794), som blev statskommissarie, som efter faderns död 1757 kom att ärva Säby gård och Jakobsbergs gård, men han sålde dessa gårdar tidigt. År 1766 skildes de båda gårdarna och Jakobsberg köptes av greve Ulrik Barck.
Efter att ha skilts från Säby gård såldes Jakobsbergs gård år 1768 till riksrådet greve Ulrik Barck (1718–1772) av Göran Adlerberg. Greve Barck gifte sig år 1762 med riksgrevinnan Catarina Ebba Horn af Åminne (1720–1781) och de bodde en tid på Jakobsbergs säteri. Catarina Ebba Horn var Fredrik I:s sista mätress mellan 1745 och 1748, och han avled i mars 1751, år senare gifte hon sig med greve Ulrik Barck, som ska ha uppvaktat henne redan innan hon blev kungens mätress. Efter Ulrik Barcks död i december 1772 drev hans änka, Catarina Ebba Horn af Åminne, gården ytterligare ett tiotal år med en stor personalstyrka. Enligt mantalslängden 1777 står 25 personer skrivna på gården, såväl kökspiga, tvätterska och kammarjungfru som sadelmakare, rättare och taffeltäckare. Det är troligen under Barcks och Horns tid som nuvarande huvudbyggnad och flyglar uppfördes. Catarina Ebba Horn af Åminne ägde och bebodde Jakobsberg mellan 1772 och 1781, då hon avled i september. Hennes syskon sålde året därpå Jakobsberg, som sedan ofta växlade ägare, bland annat var kammarrådet Gustaf von Stockenström ägare till gården.
Från 1777 brukades bara två torp, från 1790 bara ett och året därpå brukades inget torp självständigt. De hade då lagts under Jakobsberg. Vibble betecknades sedan i mantalslängderna från och med 1797 som obebyggt, endast en del uthusbyggnader tycks ha funnits kvar in på 1800-talet.

## 1800- och 1900-talen

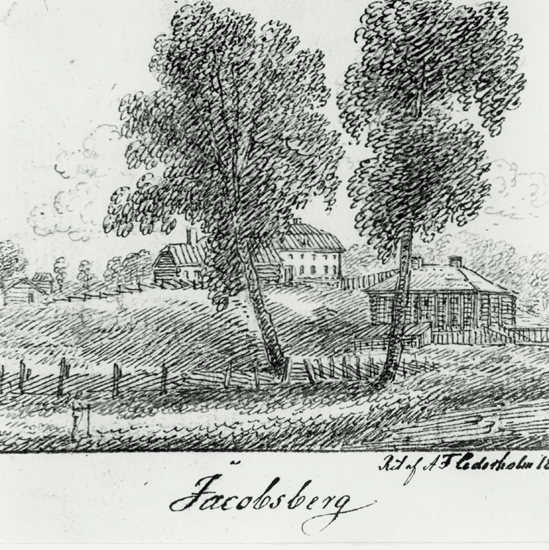
Jakobsbergs gård i Järfälla, huvudbyggnaden och flyglar. Ritat 1811 av Axel Fredrik Cederholm (1780–1828). "Jacobsberg", signerat "Rit. af A.F. Cederholm 1811". Uppsala universitetsbibliotek nr A 147:49.

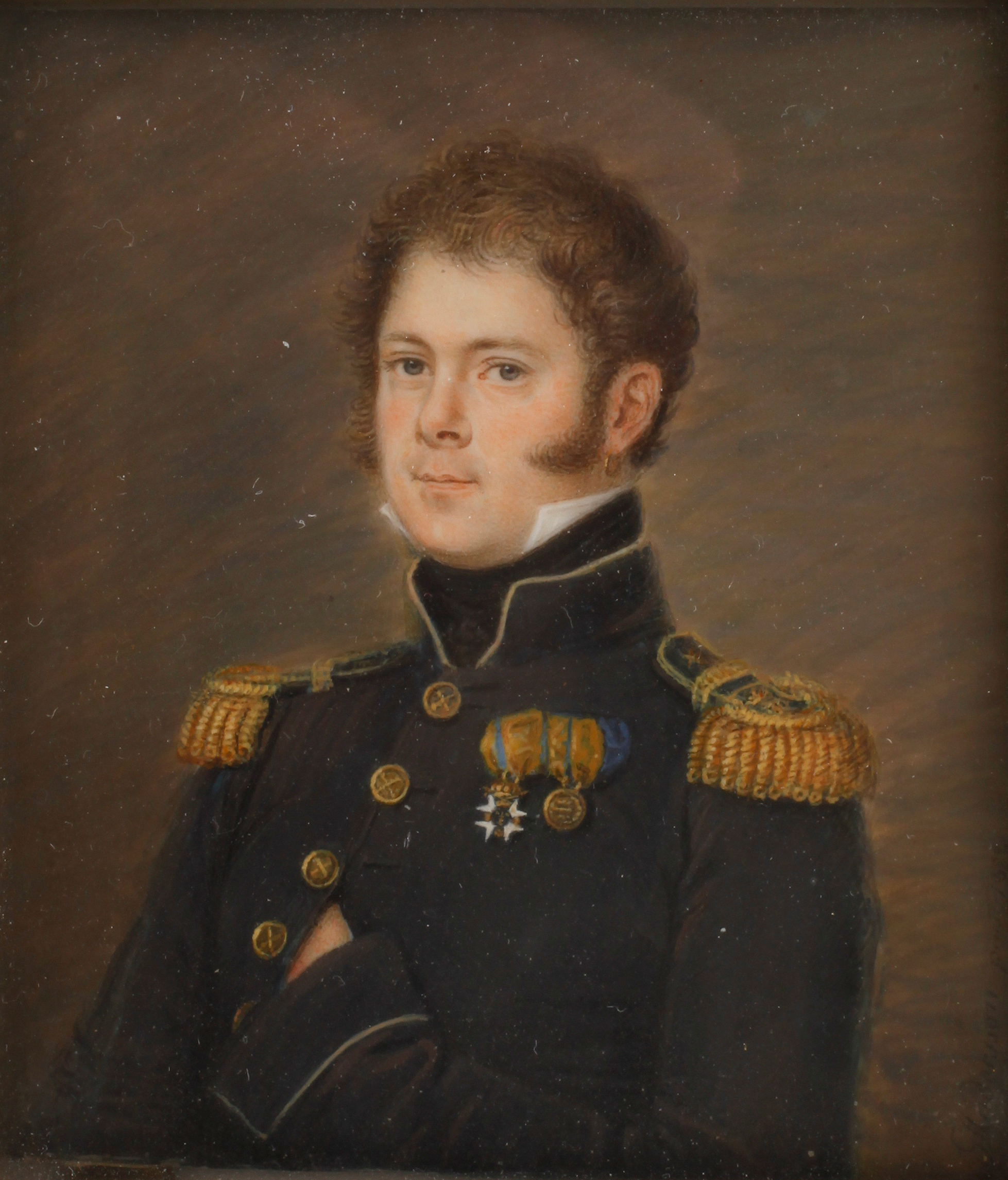
Filip Bogislaus von Schwerin (1790–1865) i uniform för en överste i arméns Generalstab, samt bärandes på bröstet riddartecknet för Svärdsorden samt guldmedaljen För tapperhet i fält. Avporträtterad 1822 av konstnären Anders Gustaf Andersson (1780–1830).

Gården bytte ägare ett flertal gånger efter änkans Horns död 1781 tills brukspatron Gustaf Fredrik Berndes (1834–1913), som inköpte gården 1886. Berndes ägde redan flera andra gårdar i Järfälla, den största var Molnsättra gård. Under hans tid  genomfördes en omfattande upprustning av gårdsbyggnaderna. År 1800 köpte friherre Adolf Rudbeck Jakobsbergs säteri och flyttade dit. Åren 1779–1796 ägde och bebodde Adolf Rudbeck Görvälns slott i Järfälla, men år 1796 flyttade han och hans hustru till Almare-Stäkets gård på Stäksön i Bro härad i Uppland. Hustrun friherrinnan Eva Stromberg avled emellertid fyra år senare, i juni 1800. Då köpte Adolf Rudbeck istället Jakobsbergs säteri år 1800 och flyttade dit. Året därpå gifte den 75-årige Rudbeck om sig med den jämnåriga statsfrun Christina Rålamb, men redan ett år efter köpet avled han, den 23 augusti 1801 på Jakobsberg. Men hans barn innehade säteriet till 1807. Av dessa hade sonen, major Carl Fredrik Rudbeck, under några år på 1790-talet varit revisor i Järfälla sockens räkenskaper och i början av 1800-talet skrev han vid ett par tillfällen under räkenskaperna på sockenstämmans vägnar. Ägare till Jakobsbergs säteri efter Rudbeck var brukspatron Bengt Magnus Björkman på Görväln. Björkman ägde Jakobsberg från 1807 till sin död 1824.
Ekonomibyggnader av olika slag hörde också till gården. Ekonomibyggnadernas antal och användning har över tid anpassats till jordbrukets nya former. Under 1800-talet ersattes den kringbyggda gården från 1700-talet med friliggande bodar, lador, stall och ladugård. Ett orangeri byggdes till trädgårdsmästarens hus och ett nytt växthus uppfördes under år 1890. Även tre boningshus för arbetare på gården tillkom 1890 och en mjölkkammare inrättades i norra flygeln. En rad nya ekonomibyggnader byggdes under åren 1830–1846, då far och son, kontraktsprosten Fredrik Bogislaus von Schwerin (1764–1834) och översten Filip Bogislaus von Schwerin (1790–1865), ägde gården. De köpte gården 1830. Överste Bogislaus von Schwerin sålde Jakobsberg 1846. Samtidigt sålde han Viksjö gård, som han inköpte 1838.
Det var brukspatron Gustaf Fredrik Berndes, som inköpte Jakobsberg 1886, som stod för den omfattande upprustningen 1890. Han ägde gården i 26 år och blev därmed den som näst Brita Cruus ägde gården den längsta tiden. De underlydande torpen Grönvreten och Vattmyra fick då också nya byggnader. Ett orangeri byggdes till trädgårdsmästarens hus och år 1890 byggdes ännu ett nytt växthus. År 1890 tillkom också tre boningshus för arbetare på gården och i norra flygeln inrättades en mjölkkammare. Gustaf Fredrik Berndes arvingar sålde gården 1917 till Erik Ohlssons Trävaru AB efter hans bortgång. Träfirman frånsålde i sin tur markområden till Mälareprovinsernas Egnahem AB. 1918 började man avstycka egendomen till småbrukslotter och till ett antal villatomter. Det var således främst mark för småbruk och trädgårdsmästerier man ordnade. När det kooperativa jordbruket lades ned 1925 upphörde jordbruket på Jakobsberg.

## Jakobsbergs folkhögskola
År 1919 såldes herrgårdens byggnader och den närmast omgivande parken till filosofie doktor Karl Petander, som grundade Jakobsbergs folkhögskola. Skolan, som fortfarande finns kvar, inriktades mot kooperativa och sociala ämnen.
Husen vid det gamla Jakobsbergs säteri har anpassats för folkhögskolan, där man under 1934 även har byggt till en del byggnader för skolanläggningen. En aula byggdes och en gymnastiksal i parken norr om huvudbyggnaden samt en mindre länga, som inrymmer några klassrum.

## Byggnader och parken
Av det gamla Jakobsbergs säteri återstår idag mangårdsbyggnaden, som ligger på en lövträdbevuxen kulle, och flyglarna. Väster om gårdsplanen finns fortfarande kvar en ruddamm, som fanns markerad på 1729 års karta, där även trädgårdsmästarbostaden och ladugården finns markerade på samma platser, som de hade in på 1900-talet. I söder däremot är den stora trädgården helt utplånad av nya vägar och ny bebyggelse. Två alléer löpte från Jakobsberg, den ena allén gick mot Säby gård och den andra mot Jakobsbergs kvarn. Allén som förband Jakobsberg och Säby är bruten genom Jakobsbergs centrums tillkomst. 
I parken kring folkhögskolan står två runstenar, U 91 och U 92. De båda runstenarna stod ursprungligen på byn Vibbles ägor. År 1920 flyttades båda runstenarna till parken vid Jakobsbergs folkhögskola. Föreningen Jakobsbergs folkhögskola, som äger anläggningen, har träffat avtal med Järfälla kommun om fri användning av parken för allmänheten.